# Theodor Dams

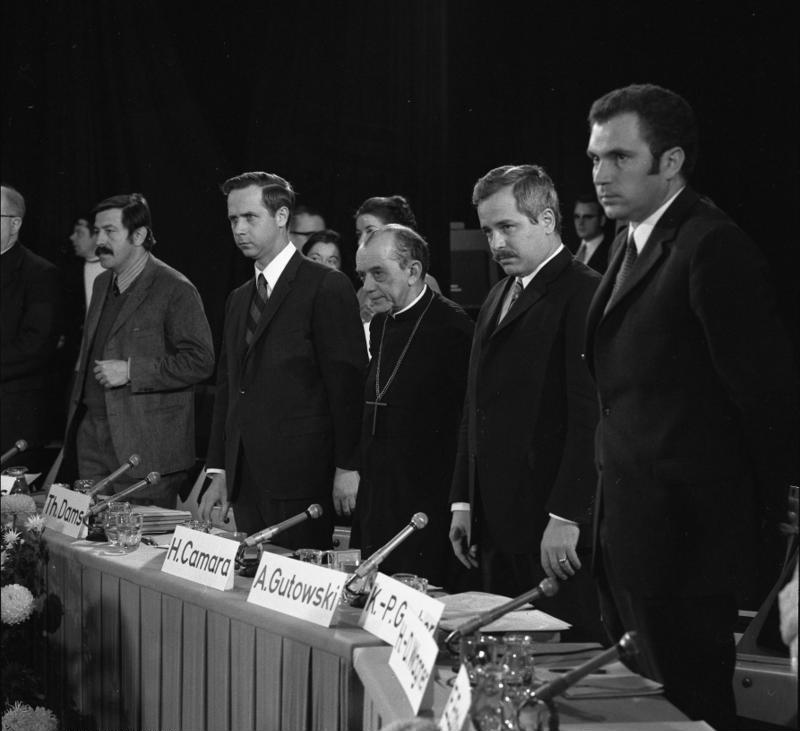
Theodor Dams beim Deutschen Forum für Entwicklungshilfe 1970 in Bonn, zwischen Erzbischof Hélder Câmara (Bildmitte) und Günter Grass (links).

Theodor J. Dams (* 6. Mai 1922 in Ginderich, Kreis Moers; † 9. Oktober 2013) war ein deutscher Agrar- und Wirtschaftswissenschaftler.

## Leben
Theodor Dams studierte an der Universität Bonn Volkswirtschaftslehre und Agrarpolitik, wurde 1951 zum Dr. agr. promoviert, habilitierte sich 1959 und war von 1959 bis 1965 Leiter der Abteilung für Koordinierung der Agrar-Strukturpolitik bei der EWG-Kommission in Brüssel. Von 1965 bis zu seiner Emeritierung 1990 war er Professor für Wirtschaftspolitik, Direktor des Instituts für Entwicklungspolitik und Ordinarius der Universität Freiburg im Breisgau.
Er war von 1966 bis 1975 Mitglied der Bildungskommission des Deutschen Bildungsrats, außerdem langjähriges Mitglied der Wissenschaftlichen Beiräte des Bundesministeriums für Landwirtschaft und des Bundesministeriums für Wirtschaftliche Zusammenarbeit. Dams war zudem ordentliches Mitglied der Akademie für Raumforschung und Landesplanung in Hannover und ab 1973 Mitglied des SWF-Rundfunkrats.
In der International Association of Agricultural Economists bekleidete er von 1979 bis 1982 das Amt des Präsidenten. Ab 1982 war er Intermediate Past President.

## Ehrungen
- 1982: Ehrendoktor der Universität Gießen
- 1982: Membre Étranger de l’Académie d’Agriculture de France
- 1986: Ehrendoktor der Universität Nagoya
- 1989: Ehrenprofessor der Chinesischen Volksuniversität
- 1989: Verdienstkreuz 1. Klasse der Bundesrepublik Deutschland
- 1991: Honorary Life Member der IAAE

## Veröffentlichungen (Auswahl)
- Marginalität-Motivation und Mobilisierung von Selbsthilfegruppen als Aufgabe der Entwicklungspolitik. 1970.
- Berufliche Bildung – Reform in der Sackgasse. 1973.
- Entwicklungshilfe: Hilfe zur Selbsthilfe? 1974.
- mit G. Grohs: Kontroversen in der internationalen Rohstoffpolitik. 1977.
- Weltwirtschaft im Umbruch. 1978.
- als Hrsg.: Integrierte ländliche Entwicklungs-Theoretische Grundlagen und praktische Erfahrungen. 1980.
- Integrated Rural Regional Developement. 1982.
- „Machtergreifung“? Kontinuitäten und Brüche bei Institutionen der Agrar-, Siedlungs- und Raumordnungspolitik. In: Heinrich Mäding, Wendelin Strubelt (Hrsg.): Vom Dritten Reich zur Bundesrepublik. Beiträge einer Tagung zur Geschichte von Raumforschung und Raumplanung (= Arbeitsmaterial. Band 346). Akademie für Raumforschung und Landesplanung (ARL), Dortmund 2009, ISBN 978-3-88838-346-5, S. 161–187.